# Elezioni politiche in Italia del 2001 per circoscrizione (Camera dei deputati)
Le elezioni politiche in Italia del 2001 nelle circoscrizioni della Camera dei deputati videro i seguenti risultati.

## Risultati

### Circoscrizione Piemonte 1
| Coalizioni                           | Liste                                | Proporzionale | Proporzionale | Proporzionale | Maggioritario | Maggioritario | Maggioritario |
| Coalizioni                           | Liste                                | Voti          | %             | Seggi         | Voti          | %             | Seggi         |
| ------------------------------------ | ------------------------------------ | ------------- | ------------- | ------------- | ------------- | ------------- | ------------- |
| L'Ulivo                              | Democratici di Sinistra              | 264.334       | 17,63         | -             | 732.480       | 49,22         | 15            |
| L'Ulivo                              | La Margherita                        | 252.876       | 16,86         | 1             | 732.480       | 49,22         | 15            |
| L'Ulivo                              | Comunisti Italiani                   | 23.204        | 1,55          | -             | 732.480       | 49,22         | 15            |
| L'Ulivo                              | Il Girasole                          | 18.557        | 1,24          | -             | 732.480       | 49,22         | 15            |
| Casa delle Libertà                   | Forza Italia                         | 458.512       | 30,58         | 3             | 633.334       | 42,56         | 4             |
| Casa delle Libertà                   | Alleanza Nazionale                   | 133.987       | 8,93          | 1             | 633.334       | 42,56         | 4             |
| Casa delle Libertà                   | Lega Nord                            | 63.434        | 4,23          | -             | 633.334       | 42,56         | 4             |
| Casa delle Libertà                   | CCD-CDU                              | 26.481        | 1,77          | -             | 633.334       | 42,56         | 4             |
| Casa delle Libertà                   | Nuovo PSI                            | 8.251         | 0,55          | -             | 633.334       | 42,56         | 4             |
| Partito della Rifondazione Comunista | Partito della Rifondazione Comunista | 112.348       | 7,49          | 1             | N.D.          | N.D.          | N.D.          |
| Italia dei Valori                    | Italia dei Valori                    | 62.164        | 4,15          | -             | 79.105        | 5,32          | -             |
| Lista Emma Bonino                    | Lista Emma Bonino                    | 42.655        | 2,84          | -             | 10.621        | 0,71          | -             |
| Verdi Verdi                          | Verdi Verdi                          | 18.262        | 1,22          | -             | 13.220        | 0,89          | -             |
| Democrazia Europea                   | Democrazia Europea                   | 13.668        | 0,91          | -             | 19.476        | 1,31          | -             |
| Abolizione Scorporo                  | Abolizione Scorporo                  | 867           | 0,06          | -             | N.D.          | N.D.          | N.D.          |
| Totale                               | Totale                               | 1.499.600     |               | 6             | 1.488.236     |               | 19            |

### Circoscrizione Piemonte 2
| Coalizioni                           | Liste                                | Proporzionale | Proporzionale | Proporzionale | Maggioritario | Maggioritario | Maggioritario |
| Coalizioni                           | Liste                                | Voti          | %             | Seggi         | Voti          | %             | Seggi         |
| ------------------------------------ | ------------------------------------ | ------------- | ------------- | ------------- | ------------- | ------------- | ------------- |
| Casa delle Libertà                   | Forza Italia                         | 459.819       | 33,46         | 3             | 689.707       | 49,85         | 16            |
| Casa delle Libertà                   | Alleanza Nazionale                   | 131.058       | 9,54          | 1             | 689.707       | 49,85         | 16            |
| Casa delle Libertà                   | Lega Nord                            | 106.679       | 7,76          | -             | 689.707       | 49,85         | 16            |
| Casa delle Libertà                   | CCD-CDU                              | 36.403        | 2,65          | -             | 689.707       | 49,85         | 16            |
| Casa delle Libertà                   | Nuovo PSI                            | 14.081        | 1,02          | -             | 689.707       | 49,85         | 16            |
| L'Ulivo                              | Democratici di Sinistra              | 191.857       | 13,96         | 1             | 553.734       | 40,02         | 1             |
| L'Ulivo                              | La Margherita                        | 182.042       | 13,25         | 1             | 553.734       | 40,02         | 1             |
| L'Ulivo                              | Comunisti Italiani                   | 29.713        | 2,16          | -             | 553.734       | 40,02         | 1             |
| L'Ulivo                              | Il Girasole                          | 25.645        | 1,87          | -             | 553.734       | 40,02         | 1             |
| Partito della Rifondazione Comunista | Partito della Rifondazione Comunista | 58.131        | 4,23          | -             | N.D.          | N.D.          | N.D.          |
| Italia dei Valori                    | Italia dei Valori                    | 55.136        | 4,01          | -             | 41.470        | 3,00          | -             |
| Lista Emma Bonino                    | Lista Emma Bonino                    | 47.659        | 3,47          | -             | 32.072        | 2,32          | -             |
| Democrazia Europea                   | Democrazia Europea                   | 23.214        | 1,69          | -             | 38.404        | 2,78          | -             |
| Fiamma Tricolore                     | Fiamma Tricolore                     | 11.379        | 0,83          | -             | 9.214         | 0,67          | -             |
| Abolizione Scorporo                  | Abolizione Scorporo                  | 1.326         | 0,10          | -             | N.D.          | N.D.          | N.D.          |
| Totale                               | Totale                               | 1.374.142     |               | 6             | 1.383.647     |               | 17            |

### Circoscrizione Lombardia 1
| Coalizioni                           | Liste                                | Proporzionale | Proporzionale | Proporzionale | Maggioritario | Maggioritario | Maggioritario |
| Coalizioni                           | Liste                                | Voti          | %             | Seggi         | Voti          | %             | Seggi         |
| ------------------------------------ | ------------------------------------ | ------------- | ------------- | ------------- | ------------- | ------------- | ------------- |
| Casa delle Libertà                   | Forza Italia                         | 870.838       | 33,71         | 4             | 1.325.259     | 51,99         | 29            |
| Casa delle Libertà                   | Alleanza Nazionale                   | 253.253       | 9,80          | 1             | 1.325.259     | 51,99         | 29            |
| Casa delle Libertà                   | Lega Nord                            | 192.652       | 7,46          | -             | 1.325.259     | 51,99         | 29            |
| Casa delle Libertà                   | CCD-CDU                              | 47.879        | 1,85          | -             | 1.325.259     | 51,99         | 29            |
| L'Ulivo                              | La Margherita                        | 416.488       | 16,12         | 2             | 1.044.267     | 40,97         | 2             |
| L'Ulivo                              | Democratici di Sinistra              | 342.744       | 13,27         | 2             | 1.044.267     | 40,97         | 2             |
| L'Ulivo                              | Il Girasole                          | 50.668        | 1,96          | -             | 1.044.267     | 40,97         | 2             |
| L'Ulivo                              | Comunisti Italiani                   | 41.619        | 1,61          | -             | 1.044.267     | 40,97         | 2             |
| Partito della Rifondazione Comunista | Partito della Rifondazione Comunista | 142.248       | 5,51          | 1             | N.D.          | N.D.          | N.D.          |
| Italia dei Valori                    | Italia dei Valori                    | 97.451        | 3,77          | -             | 136.963       | 5,37          | -             |
| Lista Emma Bonino                    | Lista Emma Bonino                    | 81.155        | 3,14          | -             | 20.416        | 0,80          | -             |
| Partito Pensionati                   | Partito Pensionati                   | 26.239        | 1,02          | -             | N.D.          | N.D.          | N.D.          |
| Democrazia Europea                   | Democrazia Europea                   | 18.506        | 0,72          | -             | 20.651        | 0,81          | -             |
| Abolizione Scorporo                  | Abolizione Scorporo                  | 1.590         | 0,06          | -             | N.D.          | N.D.          | N.D.          |
| Popolo Alto Milanese                 | Popolo Alto Milanese                 | N.D.          | N.D.          | N.D.          | 1.409         | 0,06          | -             |
| Totale                               | Totale                               | 2.583.330     |               | 10            | 2.548.965     |               | 31            |

### Circoscrizione Lombardia 2
| Coalizioni                           | Liste                                | Proporzionale | Proporzionale | Proporzionale | Maggioritario | Maggioritario | Maggioritario |
| Coalizioni                           | Liste                                | Voti          | %             | Seggi         | Voti          | %             | Seggi         |
| ------------------------------------ | ------------------------------------ | ------------- | ------------- | ------------- | ------------- | ------------- | ------------- |
| Casa delle Libertà                   | Forza Italia                         | 821.070       | 30,69         | 4             | 1.445.070     | 54,55         | 32            |
| Casa delle Libertà                   | Lega Nord                            | 478.547       | 17,89         | -             | 1.445.070     | 54,55         | 32            |
| Casa delle Libertà                   | Alleanza Nazionale                   | 202.182       | 7,56          | 1             | 1.445.070     | 54,55         | 32            |
| Casa delle Libertà                   | CCD-CDU                              | 61.163        | 2,29          | -             | 1.445.070     | 54,55         | 32            |
| Casa delle Libertà                   | Nuovo PSI                            | 15.175        | 0,57          | -             | 1.445.070     | 54,55         | 32            |
| L'Ulivo                              | La Margherita                        | 420.967       | 15,74         | 3             | 955.356       | 36,06         | -             |
| L'Ulivo                              | Democratici di Sinistra              | 204.078       | 7,63          | 1             | 955.356       | 36,06         | -             |
| L'Ulivo                              | Il Girasole                          | 44.146        | 1,65          | -             | 955.356       | 36,06         | -             |
| L'Ulivo                              | Comunisti Italiani                   | 36.018        | 1,35          | -             | 955.356       | 36,06         | -             |
| Partito della Rifondazione Comunista | Partito della Rifondazione Comunista | 108.859       | 4,07          | 1             | N.D.          | N.D.          | N.D.          |
| Italia dei Valori                    | Italia dei Valori                    | 106.136       | 3,97          | -             | 149.697       | 5,65          | -             |
| Lista Emma Bonino                    | Lista Emma Bonino                    | 68.060        | 2,54          | -             | 17.265        | 0,65          | -             |
| Democrazia Europea                   | Democrazia Europea                   | 43.739        | 1,64          | -             | 69.308        | 2,62          | -             |
| Partito Pensionati                   | Partito Pensionati                   | N.D.          | N.D.          | N.D.          | 42.110        | 1,57          | -             |
| Fiamma Tricolore                     | Fiamma Tricolore                     | 15.327        | 0,57          | -             | 4.225         | 0,16          | -             |
| Liberaldemocratici - Basta!          | Liberaldemocratici - Basta!          | 6.332         | 0,24          | -             | 8.257         | 0,31          | -             |
| Abolizione Scorporo                  | Abolizione Scorporo                  | 1.159         | 0,04          | -             | N.D.          | N.D.          | N.D.          |
| Totale                               | Totale                               | 2.675.068     |               | 10            | 2.649.178     |               | 32            |

### Circoscrizione Lombardia 3
| Coalizioni                           | Liste                                | Proporzionale | Proporzionale | Proporzionale | Maggioritario | Maggioritario | Maggioritario |
| Coalizioni                           | Liste                                | Voti          | %             | Seggi         | Voti          | %             | Seggi         |
| ------------------------------------ | ------------------------------------ | ------------- | ------------- | ------------- | ------------- | ------------- | ------------- |
| Casa delle Libertà                   | Forza Italia                         | 319.689       | 33,02         | 2             | 472.294       | 49,07         | 9             |
| Casa delle Libertà                   | Lega Nord                            | 82.937        | 8,58          | -             | 472.294       | 49,07         | 9             |
| Casa delle Libertà                   | Alleanza Nazionale                   | 82.821        | 8,57          | 1             | 472.294       | 49,07         | 9             |
| Casa delle Libertà                   | CCD-CDU                              | 23.863        | 2,47          | -             | 472.294       | 49,07         | 9             |
| L'Ulivo                              | Democratici di Sinistra              | 179.706       | 18,60         | 1             | 408.455       | 42,44         | 2             |
| L'Ulivo                              | La Margherita                        | 100.033       | 10,35         | -             | 408.455       | 42,44         | 2             |
| L'Ulivo                              | Il Girasole                          | 19.310        | 2,00          | -             | 408.455       | 42,44         | 2             |
| L'Ulivo                              | Comunisti Italiani                   | 16.052        | 1,66          | -             | 408.455       | 42,44         | 2             |
| Partito della Rifondazione Comunista | Partito della Rifondazione Comunista | 58.706        | 6,08          | -             | N.D.          | N.D.          | N.D.          |
| Italia dei Valori                    | Italia dei Valori                    | 39.010        | 4,04          | -             | 41.644        | 4,33          | -             |
| Lista Emma Bonino                    | Lista Emma Bonino                    | 25.630        | 2,65          | -             | 17.557        | 1,82          | -             |
| Democrazia Europea                   | Democrazia Europea                   | 15.937        | 1,65          | -             | 22.508        | 2,34          | -             |
| Paese Nuovo                          | Paese Nuovo                          | 1.760         | 0,18          | -             | N.D.          | N.D.          | N.D.          |
| Abolizione Scorporo                  | Abolizione Scorporo                  | 767           | 0,08          | -             | N.D.          | N.D.          | N.D.          |
| Totale                               | Totale                               | 966.221       |               | 4             | 962.458       |               | 11            |

### Circoscrizione Trentino-Alto Adige
| Coalizioni                                 | Liste                                | Proporzionale | Proporzionale | Proporzionale | Maggioritario          | Maggioritario    | Maggioritario |
| Coalizioni                                 | Liste                                | Voti          | %             | Seggi         | Voti                   | %                | Seggi         |
| ------------------------------------------ | ------------------------------------ | ------------- | ------------- | ------------- | ---------------------- | ---------------- | ------------- |
| L'Ulivo-SVP Südtiroler Volkspartei L'Ulivo | Südtiroler Volkspartei               | 200.059       | 32,88         | -             | 190.556 173.735 24.031 | 31,22 28,46 3,94 | 5 3 -         |
| L'Ulivo-SVP Südtiroler Volkspartei L'Ulivo | La Margherita                        | 70.853        | 11,54         | 1             | 190.556 173.735 24.031 | 31,22 28,46 3,94 | 5 3 -         |
| L'Ulivo-SVP Südtiroler Volkspartei L'Ulivo | Democratici di Sinistra              | 54.155        | 8,90          | -             | 190.556 173.735 24.031 | 31,22 28,46 3,94 | 5 3 -         |
| L'Ulivo-SVP Südtiroler Volkspartei L'Ulivo | Il Girasole                          | 23.663        | 3,89          | -             | 190.556 173.735 24.031 | 31,22 28,46 3,94 | 5 3 -         |
| L'Ulivo-SVP Südtiroler Volkspartei L'Ulivo | Comunisti Italiani                   | 3.046         | 0,50          | -             | 190.556 173.735 24.031 | 31,22 28,46 3,94 | 5 3 -         |
| Casa delle Libertà                         | Forza Italia                         | 100.801       | 16,57         | 1             | 189.540                | 31,05            | -             |
| Casa delle Libertà                         | Alleanza Nazionale                   | 57.865        | 9,51          | -             | 189.540                | 31,05            | -             |
| Casa delle Libertà                         | Lega Nord                            | 22.273        | 3,66          | -             | 189.540                | 31,05            | -             |
| Casa delle Libertà                         | CCD-CDU                              | 12.673        | 2,08          | -             | 189.540                | 31,05            | -             |
| Italia dei Valori                          | Italia dei Valori                    | 24.663        | 4,05          | -             | 26.014                 | 4,26             | -             |
| Partito della Rifondazione Comunista       | Partito della Rifondazione Comunista | 16.510        | 2,71          | -             | N.D.                   | N.D.             | N.D.          |
| Lista Emma Bonino                          | Lista Emma Bonino                    | 11.808        | 1,94          | -             | 6.471                  | 1,06             | -             |
| Democrazia Europea                         | Democrazia Europea                   | 9.643         | 1,58          | -             | N.D.                   | N.D.             | N.D.          |
| Abolizione Scorporo                        | Abolizione Scorporo                  | 501           | 0,08          | -             | N.D.                   | N.D.             | N.D.          |
| Totale                                     | Totale                               | 608.513       |               | 2             | 610.347                |                  | 8             |

### Circoscrizione Veneto 1
| Coalizioni                           | Liste                                | Proporzionale | Proporzionale | Proporzionale | Maggioritario | Maggioritario | Maggioritario |
| Coalizioni                           | Liste                                | Voti          | %             | Seggi         | Voti          | %             | Seggi         |
| ------------------------------------ | ------------------------------------ | ------------- | ------------- | ------------- | ------------- | ------------- | ------------- |
| Casa delle Libertà                   | Forza Italia                         | 618.806       | 33,47         | 3             | 888.533       | 47,95         | 20            |
| Casa delle Libertà                   | Lega Nord                            | 178.601       | 9,66          | -             | 888.533       | 47,95         | 20            |
| Casa delle Libertà                   | Alleanza Nazionale                   | 166.295       | 8,99          | 1             | 888.533       | 47,95         | 20            |
| Casa delle Libertà                   | CCD-CDU                              | 61.191        | 3,31          | -             | 888.533       | 47,95         | 20            |
| Casa delle Libertà                   | Nuovo PSI                            | 15.021        | 0,81          | -             | 888.533       | 47,95         | 20            |
| L'Ulivo                              | La Margherita                        | 267.076       | 14,45         | 2             | 635.681       | 34,31         | 2             |
| L'Ulivo                              | Democratici di Sinistra              | 189.045       | 10,23         | 1             | 635.681       | 34,31         | 2             |
| L'Ulivo                              | Il Girasole                          | 39.524        | 2,14          | -             | 635.681       | 34,31         | 2             |
| L'Ulivo                              | Comunisti Italiani                   | 20.599        | 1,11          | -             | 635.681       | 34,31         | 2             |
| Italia dei Valori                    | Italia dei Valori                    | 83.767        | 4,53          | -             | 84.501        | 4,56          | -             |
| Partito della Rifondazione Comunista | Partito della Rifondazione Comunista | 63.622        | 3,44          | 1             | N.D.          | N.D.          | N.D.          |
| Lista Emma Bonino                    | Lista Emma Bonino                    | 48.363        | 2,62          | -             | 24.745        | 1,34          | -             |
| Liga Fronte Veneto                   | Liga Fronte Veneto                   | 44.173        | 2,39          | -             | 112.219       | 6,06          | -             |
| Democrazia Europea                   | Democrazia Europea                   | 41.001        | 2,22          | -             | 74.725        | 4,03          | -             |
| Forza Nuova                          | Forza Nuova                          | 10.048        | 0,54          | -             | 6.294         | 0,34          | -             |
| Abolizione Scorporo                  | Abolizione Scorporo                  | 1.631         | 0,09          | -             | N.D.          | N.D.          | N.D.          |
| La Bassa in Parlamento               | La Bassa in Parlamento               | N.D.          | N.D.          | N.D.          | 26.151        | 1,41          | -             |
| Totale                               | Totale                               | 1.848.763     |               | 8             | 1.852.849     |               | 22            |

### Circoscrizione Veneto 2
| Coalizioni                           | Liste                                | Proporzionale | Proporzionale | Proporzionale | Maggioritario | Maggioritario | Maggioritario |
| Coalizioni                           | Liste                                | Voti          | %             | Seggi         | Voti          | %             | Seggi         |
| ------------------------------------ | ------------------------------------ | ------------- | ------------- | ------------- | ------------- | ------------- | ------------- |
| Casa delle Libertà                   | Forza Italia                         | 364.992       | 29,80         | 2             | 567.908       | 46,38         | 10            |
| Casa delle Libertà                   | Lega Nord                            | 136.399       | 11,14         | -             | 567.908       | 46,38         | 10            |
| Casa delle Libertà                   | Alleanza Nazionale                   | 94.172        | 7,69          | 1             | 567.908       | 46,38         | 10            |
| Casa delle Libertà                   | CCD-CDU                              | 35.762        | 2,92          | -             | 567.908       | 46,38         | 10            |
| Casa delle Libertà                   | Nuovo PSI                            | 10.825        | 0,88          | -             | 567.908       | 46,38         | 10            |
| L'Ulivo                              | La Margherita                        | 192.355       | 15,70         | 1             | 490.344       | 40,04         | 5             |
| L'Ulivo                              | Democratici di Sinistra              | 140.045       | 11,43         | 1             | 490.344       | 40,04         | 5             |
| L'Ulivo                              | Il Girasole                          | 27.678        | 2,26          | -             | 490.344       | 40,04         | 5             |
| L'Ulivo                              | Comunisti Italiani                   | 14.037        | 1,15          | -             | 490.344       | 40,04         | 5             |
| Italia dei Valori                    | Italia dei Valori                    | 59.081        | 4,82          | -             | 55.040        | 4,49          | -             |
| Partito della Rifondazione Comunista | Partito della Rifondazione Comunista | 55.725        | 4,55          | -             | N.D.          | N.D.          | N.D.          |
| Lista Emma Bonino                    | Lista Emma Bonino                    | 33.745        | 2,75          | -             | 13.261        | 1,08          | -             |
| Liga Fronte Veneto                   | Liga Fronte Veneto                   | 30.180        | 2,46          | -             | 61.399        | 5,01          | -             |
| Democrazia Europea                   | Democrazia Europea                   | 15.593        | 1,27          | -             | 30.333        | 2,48          | -             |
| Fiamma Tricolore                     | Fiamma Tricolore                     | 11.534        | 0,94          | -             | 6.199         | 0,51          | -             |
| Paese Nuovo                          | Paese Nuovo                          | 1.812         | 0,15          | -             | N.D.          | N.D.          | N.D.          |
| Abolizione Scorporo                  | Abolizione Scorporo                  | 1.001         | 0,08          | -             | N.D.          | N.D.          | N.D.          |
| Totale                               | Totale                               | 1.224.936     |               | 5             | 1.224.484     |               | 15            |

### Circoscrizione Friuli-Venezia Giulia
| Coalizioni                           | Liste                                | Proporzionale | Proporzionale | Proporzionale | Maggioritario  | Maggioritario | Maggioritario |
| Coalizioni                           | Liste                                | Voti          | %             | Seggi         | Voti           | %             | Seggi         |
| ------------------------------------ | ------------------------------------ | ------------- | ------------- | ------------- | -------------- | ------------- | ------------- |
| Casa delle Libertà                   | Forza Italia                         | 226.188       | 28,13         | 1             | 380.489        | 47,78         | 8             |
| Casa delle Libertà                   | Alleanza Nazionale                   | 101.271       | 12,59         | 1             | 380.489        | 47,78         | 8             |
| Casa delle Libertà                   | Lega Nord                            | 66.252        | 8,24          | -             | 380.489        | 47,78         | 8             |
| Casa delle Libertà                   | CCD-CDU                              | 19.117        | 2,38          | -             | 380.489        | 47,78         | 8             |
| L'Ulivo -Con Illy per Trieste        | La Margherita                        | 175.167       | 21,78         | 1             | 253.425 78.284 | 31,82 9,83    | 1             |
| L'Ulivo -Con Illy per Trieste        | Democratici di Sinistra              | 72.143        | 8,97          | -             | 253.425 78.284 | 31,82 9,83    | 1             |
| L'Ulivo -Con Illy per Trieste        | Il Girasole                          | 14.330        | 1,78          | -             | 253.425 78.284 | 31,82 9,83    | 1             |
| L'Ulivo -Con Illy per Trieste        | Comunisti Italiani                   | 13.926        | 1,73          | -             | 253.425 78.284 | 31,82 9,83    | 1             |
| Partito della Rifondazione Comunista | Partito della Rifondazione Comunista | 36.502        | 4,54          | -             | N.D.           | N.D.          | N.D.          |
| Italia dei Valori                    | Italia dei Valori                    | 33.370        | 4,15          | -             | 39.075         | 4,91          | -             |
| Lista Emma Bonino                    | Lista Emma Bonino                    | 24.829        | 3,09          | -             | 18.672         | 2,34          | -             |
| Democrazia Europea                   | Democrazia Europea                   | 17.254        | 2,15          | -             | 22.911         | 2,88          | -             |
| Terzo Polo per l'Autonomia           | Terzo Polo per l'Autonomia           | 2.915         | 0,36          | -             | 3.491          | 0,44          | -             |
| Abolizione Scorporo                  | Abolizione Scorporo                  | 896           | 0,11          | -             | N.D.           | N.D.          | N.D.          |
| Totale                               | Totale                               | 804.160       |               | 3             | 796.347        |               | 10            |

### Circoscrizione Liguria
| Coalizioni                           | Liste                                | Proporzionale | Proporzionale | Proporzionale | Maggioritario | Maggioritario | Maggioritario |
| Coalizioni                           | Liste                                | Voti          | %             | Seggi         | Voti          | %             | Seggi         |
| ------------------------------------ | ------------------------------------ | ------------- | ------------- | ------------- | ------------- | ------------- | ------------- |
| Casa delle Libertà                   | Forza Italia                         | 323.912       | 29,28         | 2             | 483.830       | 43,91         | 5             |
| Casa delle Libertà                   | Alleanza Nazionale                   | 103.224       | 9,33          | -             | 483.830       | 43,91         | 5             |
| Casa delle Libertà                   | Lega Nord                            | 43.276        | 3,91          | -             | 483.830       | 43,91         | 5             |
| Casa delle Libertà                   | CCD-CDU                              | 23.477        | 2,12          | -             | 483.830       | 43,91         | 5             |
| Casa delle Libertà                   | Nuovo PSI                            | 8.969         | 0,81          | -             | 483.830       | 43,91         | 5             |
| L'Ulivo                              | Democratici di Sinistra              | 264.270       | 23,89         | 2             | 556.910       | 50,54         | 9             |
| L'Ulivo                              | La Margherita                        | 132.309       | 11,96         | 1             | 556.910       | 50,54         | 9             |
| L'Ulivo                              | Comunisti Italiani                   | 26.293        | 2,38          | -             | 556.910       | 50,54         | 9             |
| L'Ulivo                              | Il Girasole                          | 22.101        | 2,00          | -             | 556.910       | 50,54         | 9             |
| Partito della Rifondazione Comunista | Partito della Rifondazione Comunista | 65.499        | 5,92          | 1             | N.D.          | N.D.          | N.D.          |
| Italia dei Valori                    | Italia dei Valori                    | 39.922        | 3,61          | -             | 36.123        | 3,28          | -             |
| Lista Emma Bonino                    | Lista Emma Bonino                    | 30.804        | 2,78          | -             | 9.803         | 0,89          | -             |
| Democrazia Europea                   | Democrazia Europea                   | 20.130        | 1,82          | -             | 15.249        | 1,38          | -             |
| Paese Nuovo                          | Paese Nuovo                          | 1.364         | 0,12          | -             | N.D.          | N.D.          | N.D.          |
| Abolizione Scorporo                  | Abolizione Scorporo                  | 773           | 0,07          | -             | N.D.          | N.D.          | N.D.          |
| Totale                               | Totale                               | 1.106.323     |               | 6             | 1.101.915     |               | 14            |

### Circoscrizione Emilia-Romagna
| Coalizioni                           | Liste                                | Proporzionale | Proporzionale | Proporzionale | Maggioritario | Maggioritario | Maggioritario |
| Coalizioni                           | Liste                                | Voti          | %             | Seggi         | Voti          | %             | Seggi         |
| ------------------------------------ | ------------------------------------ | ------------- | ------------- | ------------- | ------------- | ------------- | ------------- |
| L'Ulivo                              | Democratici di Sinistra              | 843.201       | 28,84         | 3             | 1.649.052     | 56,77         | 30            |
| L'Ulivo                              | La Margherita                        | 452.138       | 15,47         | 1             | 1.649.052     | 56,77         | 30            |
| L'Ulivo                              | Il Girasole                          | 60.845        | 2,08          | -             | 1.649.052     | 56,77         | 30            |
| L'Ulivo                              | Comunisti Italiani                   | 46.567        | 1,59          | -             | 1.649.052     | 56,77         | 30            |
| Casa delle Libertà                   | Forza Italia                         | 695.797       | 23,80         | 3             | 1.075.223     | 37,02         | 2             |
| Casa delle Libertà                   | Alleanza Nazionale                   | 282.697       | 9,67          | 1             | 1.075.223     | 37,02         | 2             |
| Casa delle Libertà                   | Lega Nord                            | 76.012        | 2,60          | -             | 1.075.223     | 37,02         | 2             |
| Casa delle Libertà                   | CCD-CDU                              | 67.069        | 2,29          | -             | 1.075.223     | 37,02         | 2             |
| Casa delle Libertà                   | Nuovo PSI                            | 32.560        | 1,11          | -             | 1.075.223     | 37,02         | 2             |
| Partito della Rifondazione Comunista | Partito della Rifondazione Comunista | 161.975       | 5,54          | 1             | N.D.          | N.D.          | N.D.          |
| Italia dei Valori                    | Italia dei Valori                    | 103.133       | 3,53          | -             | 98.805        | 3,40          | -             |
| Lista Emma Bonino                    | Lista Emma Bonino                    | 66.188        | 2,26          | -             | 31.558        | 1,09          | -             |
| Democrazia Europea                   | Democrazia Europea                   | 30.812        | 1,05          | -             | 50.009        | 1,72          | -             |
| Paese Nuovo                          | Paese Nuovo                          | 2.811         | 0,10          | -             | N.D.          | N.D.          | N.D.          |
| Abolizione Scorporo                  | Abolizione Scorporo                  | 1.505         | 0,05          | -             | N.D.          | N.D.          | N.D.          |
| Totale                               | Totale                               | 2.923.310     |               | 9             | 2.904.647     |               | 32            |

### Circoscrizione Toscana
| Coalizioni                           | Liste                                | Proporzionale | Proporzionale | Proporzionale | Maggioritario | Maggioritario | Maggioritario |
| Coalizioni                           | Liste                                | Voti          | %             | Seggi         | Voti          | %             | Seggi         |
| ------------------------------------ | ------------------------------------ | ------------- | ------------- | ------------- | ------------- | ------------- | ------------- |
| L'Ulivo                              | Democratici di Sinistra              | 770.063       | 30,92         | 3             | 1.420.881     | 57,43         | 27            |
| L'Ulivo                              | La Margherita                        | 334.875       | 13,45         | 1             | 1.420.881     | 57,43         | 27            |
| L'Ulivo                              | Comunisti Italiani                   | 57.222        | 2,30          | -             | 1.420.881     | 57,43         | 27            |
| L'Ulivo                              | Il Girasole                          | 49.777        | 2,00          | -             | 1.420.881     | 57,43         | 27            |
| Casa delle Libertà                   | Forza Italia                         | 540.252       | 21,69         | 3             | 906.121       | 36,62         | 2             |
| Casa delle Libertà                   | Alleanza Nazionale                   | 324.859       | 13,04         | 2             | 906.121       | 36,62         | 2             |
| Casa delle Libertà                   | CCD-CDU                              | 56.445        | 2,27          | -             | 906.121       | 36,62         | 2             |
| Casa delle Libertà                   | Nuovo PSI                            | 24.440        | 0,98          | -             | 906.121       | 36,62         | 2             |
| Casa delle Libertà                   | Lega Nord                            | 14.232        | 0,57          | -             | 906.121       | 36,62         | 2             |
| Partito della Rifondazione Comunista | Partito della Rifondazione Comunista | 172.483       | 6,93          | 1             | N.D.          | N.D.          | N.D.          |
| Italia dei Valori                    | Italia dei Valori                    | 62.022        | 2,49          | -             | 59.720        | 2,41          | -             |
| Lista Emma Bonino                    | Lista Emma Bonino                    | 50.874        | 2,04          | -             | 30.970        | 1,25          | -             |
| Democrazia Europea                   | Democrazia Europea                   | 25.991        | 1,04          | -             | 40.058        | 1,62          | -             |
| Comunismo                            | Comunismo                            | 5.244         | 0,21          | -             | 6.777         | 0,27          | -             |
| Abolizione Scorporo                  | Abolizione Scorporo                  | 1.574         | 0,06          | -             | N.D.          | N.D.          | N.D.          |
| Nuovo PSI                            | Nuovo PSI                            | N.D.          | N.D.          | N.D.          | 6.777         | 0,27          | -             |
| Totale                               | Totale                               | 2.490.353     |               | 10            | 2.474.190     |               | 29            |

### Circoscrizione Umbria
| Coalizioni                           | Liste                                | Proporzionale | Proporzionale | Proporzionale | Maggioritario | Maggioritario | Maggioritario |
| Coalizioni                           | Liste                                | Voti          | %             | Seggi         | Voti          | %             | Seggi         |
| ------------------------------------ | ------------------------------------ | ------------- | ------------- | ------------- | ------------- | ------------- | ------------- |
| L'Ulivo                              | Democratici di Sinistra              | 149.081       | 25,91         | -             | 305.643       | 53,41         | 7             |
| L'Ulivo                              | La Margherita                        | 75.623        | 13,14         | -             | 305.643       | 53,41         | 7             |
| L'Ulivo                              | Comunisti Italiani                   | 13.240        | 2,30          | -             | 305.643       | 53,41         | 7             |
| L'Ulivo                              | Il Girasole                          | 11.002        | 1,91          | -             | 305.643       | 53,41         | 7             |
| Casa delle Libertà                   | Forza Italia                         | 123.573       | 21,48         | 1             | 237.053       | 41,42         | -             |
| Casa delle Libertà                   | Alleanza Nazionale                   | 98.012        | 17,03         | 1             | 237.053       | 41,42         | -             |
| Casa delle Libertà                   | CCD-CDU                              | 14.135        | 2,46          | -             | 237.053       | 41,42         | -             |
| Casa delle Libertà                   | Nuovo PSI                            | 8.992         | 1,56          | -             | 237.053       | 41,42         | -             |
| Partito della Rifondazione Comunista | Partito della Rifondazione Comunista | 44.161        | 7,67          | -             | N.D.          | N.D.          | N.D.          |
| Italia dei Valori                    | Italia dei Valori                    | 15.372        | 2,67          | -             | 17.634        | 3,08          | -             |
| Lista Emma Bonino                    | Lista Emma Bonino                    | 11.535        | 2,00          | -             | 7.036         | 1,23          | -             |
| Democrazia Europea                   | Democrazia Europea                   | 9.499         | 1,65          | -             | 4.891         | 0,85          | -             |
| Paese Nuovo                          | Paese Nuovo                          | 857           | 0,15          | -             |               |               |               |
| Abolizione Scorporo                  | Abolizione Scorporo                  | 314           | 0,05          | -             | N.D.          | N.D.          | N.D.          |
| Totale                               | Totale                               | 575.396       |               | 2             | 572.257       |               | 7             |

### Circoscrizione Marche
| Coalizioni                           | Liste                                | Proporzionale | Proporzionale | Proporzionale | Maggioritario | Maggioritario | Maggioritario |
| Coalizioni                           | Liste                                | Voti          | %             | Seggi         | Voti          | %             | Seggi         |
| ------------------------------------ | ------------------------------------ | ------------- | ------------- | ------------- | ------------- | ------------- | ------------- |
| Casa delle Libertà                   | Forza Italia                         | 245.952       | 24,88         | 1             | 375.942       | 38,33         | 2             |
| Casa delle Libertà                   | Alleanza Nazionale                   | 144.395       | 14,61         | 1             | 375.942       | 38,33         | 2             |
| Casa delle Libertà                   | CCD-CDU                              | 41.996        | 4,25          | -             | 375.942       | 38,33         | 2             |
| Casa delle Libertà                   | Nuovo PSI                            | 9.385         | 0,95          | -             | 375.942       | 38,33         | 2             |
| L'Ulivo                              | Democratici di Sinistra              | 222.176       | 22,48         | 1             | 505.436       | 51,53         | 10            |
| L'Ulivo                              | La Margherita                        | 148.955       | 15,07         | 1             | 505.436       | 51,53         | 10            |
| L'Ulivo                              | Il Girasole                          | 20.300        | 2,05          | -             | 505.436       | 51,53         | 10            |
| L'Ulivo                              | Comunisti Italiani                   | 18.656        | 1,89          | -             | 505.436       | 51,53         | 10            |
| Partito della Rifondazione Comunista | Partito della Rifondazione Comunista | 56.304        | 5,70          | -             | N.D.          | N.D.          | N.D.          |
| Italia dei Valori                    | Italia dei Valori                    | 36.582        | 3,70          | -             | 30.408        | 3,10          | -             |
| Lista Emma Bonino                    | Lista Emma Bonino                    | 19.164        | 1,94          | -             | 27.391        | 2,79          | -             |
| Democrazia Europea                   | Democrazia Europea                   | 14.821        | 1,50          | -             | 26.043        | 2,66          | -             |
| Repubblicani Europei                 | Repubblicani Europei                 | 7.997         | 0,81          | -             | 15.600        | 1,59          | -             |
| Paese Nuovo                          | Paese Nuovo                          | 1.094         | 0,11          | -             | N.D.          | N.D.          | N.D.          |
| Abolizione Scorporo                  | Abolizione Scorporo                  | 602           | 0,06          | -             | N.D.          | N.D.          | N.D.          |
| Totale                               | Totale                               | 988.379       |               | 4             | 980.820       |               | 12            |

### Circoscrizione Lazio 1
| Coalizioni                           | Liste                                | Proporzionale | Proporzionale | Proporzionale | Maggioritario | Maggioritario | Maggioritario |
| Coalizioni                           | Liste                                | Voti          | %             | Seggi         | Voti          | %             | Seggi         |
| ------------------------------------ | ------------------------------------ | ------------- | ------------- | ------------- | ------------- | ------------- | ------------- |
| Casa delle Libertà                   | Forza Italia                         | 601.622       | 23,70         | 2             | 1.172.610     | 46,62         | 13            |
| Casa delle Libertà                   | Alleanza Nazionale                   | 543.740       | 21,42         | 2             | 1.172.610     | 46,62         | 13            |
| Casa delle Libertà                   | CCD-CDU                              | 51.610        | 2,03          | -             | 1.172.610     | 46,62         | 13            |
| Casa delle Libertà                   | Nuovo PSI                            | 17.509        | 0,69          | -             | 1.172.610     | 46,62         | 13            |
| Casa delle Libertà                   | Lega Nord                            | 3.007         | 0,12          | -             | 1.172.610     | 46,62         | 13            |
| L'Ulivo                              | La Margherita                        | 472.297       | 18,60         | 2             | 1.198.282     | 47,64         | 19            |
| L'Ulivo                              | Democratici di Sinistra              | 453.771       | 17,87         | 3             | 1.198.282     | 47,64         | 19            |
| L'Ulivo                              | Il Girasole                          | 41.429        | 1,63          | -             | 1.198.282     | 47,64         | 19            |
| L'Ulivo                              | Comunisti Italiani                   | 31.458        | 1,24          | -             | 1.198.282     | 47,64         | 19            |
| Partito della Rifondazione Comunista | Partito della Rifondazione Comunista | 135.176       | 5,32          | 1             | N.D.          | N.D.          | N.D.          |
| Italia dei Valori                    | Italia dei Valori                    | 62.359        | 2,46          | -             | 62.915        | 2,50          | -             |
| Lista Emma Bonino                    | Lista Emma Bonino                    | 50.704        | 2,00          | -             | 47.948        | 1,91          | -             |
| Democrazia Europea                   | Democrazia Europea                   | 43.048        | 1,70          | -             | 26.234        | 1,04          | -             |
| Fiamma Tricolore                     | Fiamma Tricolore                     | 16.379        | 0,65          | -             | 6.202         | 0,25          | -             |
| Fronte Sociale Nazionale             | Fronte Sociale Nazionale             | 11.351        | 0,45          | -             | 995           | 0,04          | -             |
| Paese Nuovo                          | Paese Nuovo                          | 2.444         | 0,10          | -             | N.D.          | N.D.          | N.D.          |
| Abolizione Scorporo                  | Abolizione Scorporo                  | 994           | 0,04          | -             | N.D.          | N.D.          | N.D.          |
| Totale                               | Totale                               | 2.538.898     |               | 10            | 2.515.186     |               | 32            |

### Circoscrizione Lazio 2
| Coalizioni                           | Liste                                | Proporzionale | Proporzionale | Proporzionale | Maggioritario | Maggioritario | Maggioritario |
| Coalizioni                           | Liste                                | Voti          | %             | Seggi         | Voti          | %             | Seggi         |
| ------------------------------------ | ------------------------------------ | ------------- | ------------- | ------------- | ------------- | ------------- | ------------- |
| Casa delle Libertà                   | Forza Italia                         | 316.584       | 33,53         | 2             | 496.656       | 51,91         | 11            |
| Casa delle Libertà                   | Alleanza Nazionale                   | 167.391       | 17,73         | 1             | 496.656       | 51,91         | 11            |
| Casa delle Libertà                   | CCD-CDU                              | 42.702        | 4,52          | -             | 496.656       | 51,91         | 11            |
| Casa delle Libertà                   | Nuovo PSI                            | 12.700        | 1,34          | -             | 496.656       | 51,91         | 11            |
| L'Ulivo                              | Democratici di Sinistra              | 148.427       | 15,72         | 1             | 370.820       | 38,76         | -             |
| L'Ulivo                              | La Margherita                        | 89.519        | 9,48          | -             | 370.820       | 38,76         | -             |
| L'Ulivo                              | Il Girasole                          | 18.734        | 1,98          | -             | 370.820       | 38,76         | -             |
| L'Ulivo                              | Comunisti Italiani                   | 17.728        | 1,88          | -             | 370.820       | 38,76         | -             |
| Partito della Rifondazione Comunista | Partito della Rifondazione Comunista | 44.695        | 4,73          | -             | N.D.          | N.D.          | N.D.          |
| Italia dei Valori                    | Italia dei Valori                    | 34.426        | 3,65          | -             | 31.793        | 3,32          | -             |
| Democrazia Europea                   | Democrazia Europea                   | 30.793        | 3,26          | -             | 44.555        | 4,66          | -             |
| Lista Emma Bonino                    | Lista Emma Bonino                    | 17.774        | 1,88          | -             | 12.886        | 1,35          | -             |
| Paese Nuovo                          | Paese Nuovo                          | 1.953         | 0,21          | -             | N.D.          | N.D.          | N.D.          |
| Abolizione Scorporo                  | Abolizione Scorporo                  | 822           | 0,09          | -             | N.D.          | N.D.          | N.D.          |
| Totale                               | Totale                               | 944.248       |               | 4             | 956.710       |               | 11            |

### Circoscrizione Abruzzo
| Coalizioni                           | Liste                                | Proporzionale | Proporzionale | Proporzionale | Maggioritario | Maggioritario | Maggioritario |
| Coalizioni                           | Liste                                | Voti          | %             | Seggi         | Voti          | %             | Seggi         |
| ------------------------------------ | ------------------------------------ | ------------- | ------------- | ------------- | ------------- | ------------- | ------------- |
| Casa delle Libertà                   | Forza Italia                         | 240.581       | 29,07         | 1             | 377.379       | 45,23         | 5             |
| Casa delle Libertà                   | Alleanza Nazionale                   | 122.530       | 14,81         | 1             | 377.379       | 45,23         | 5             |
| Casa delle Libertà                   | CCD-CDU                              | 45.219        | 5,46          | -             | 377.379       | 45,23         | 5             |
| Casa delle Libertà                   | Nuovo PSI                            | 9.234         | 1,12          | -             | 377.379       | 45,23         | 5             |
| L'Ulivo                              | Democratici di Sinistra              | 144.144       | 17,42         | 1             | 362.903       | 43,50         | 6             |
| L'Ulivo                              | La Margherita                        | 94.845        | 11,46         | -             | 362.903       | 43,50         | 6             |
| L'Ulivo                              | Il Girasole                          | 15.345        | 1,85          | -             | 362.903       | 43,50         | 6             |
| L'Ulivo                              | Comunisti Italiani                   | 15.172        | 1,83          | -             | 362.903       | 43,50         | 6             |
| Italia dei Valori                    | Italia dei Valori                    | 51.758        | 6,25          | -             | 44.004        | 5,27          | -             |
| Partito della Rifondazione Comunista | Partito della Rifondazione Comunista | 45.150        | 5,46          | -             | N.D.          | N.D.          | N.D.          |
| Democrazia Europea                   | Democrazia Europea                   | 15.784        | 1,91          | -             | 29.348        | 3,52          | -             |
| Lista Emma Bonino                    | Lista Emma Bonino                    | 15.722        | 1,90          | -             | 8.190         | 0,98          | -             |
| Fronte Sociale Nazionale             | Fronte Sociale Nazionale             | 10.097        | 1,22          | -             | 12.520        | 1,50          | -             |
| Paese Nuovo                          | Paese Nuovo                          | 1.088         | 0,13          | -             | N.D.          | N.D.          | N.D.          |
| Abolizione Scorporo                  | Abolizione Scorporo                  | 827           | 0,10          | -             | N.D.          | N.D.          | N.D.          |
| Totale                               | Totale                               | 827.496       |               | 3             | 834.344       |               | 11            |

### Circoscrizione Molise
| Coalizioni                           | Liste                                | Proporzionale | Proporzionale | Proporzionale | Maggioritario | Maggioritario | Maggioritario |
| Coalizioni                           | Liste                                | Voti          | %             | Seggi         | Voti          | %             | Seggi         |
| ------------------------------------ | ------------------------------------ | ------------- | ------------- | ------------- | ------------- | ------------- | ------------- |
| Casa delle Libertà                   | Forza Italia                         | 53.120        | 27,23         | 1             | 71.219        | 35,79         | 2             |
| Casa delle Libertà                   | Alleanza Nazionale                   | 18.740        | 9,61          | -             | 71.219        | 35,79         | 2             |
| Casa delle Libertà                   | CCD-CDU                              | 12.131        | 6,22          | -             | 71.219        | 35,79         | 2             |
| Casa delle Libertà                   | Nuovo PSI                            | 4.515         | 2,31          | -             | 71.219        | 35,79         | 2             |
| L'Ulivo                              | Democratici di Sinistra              | 31.881        | 16,34         | -             | 71.970        | 36,17         | 1             |
| L'Ulivo                              | La Margherita                        | 18.584        | 9,53          | -             | 71.970        | 36,17         | 1             |
| L'Ulivo                              | Il Girasole                          | 4.007         | 2,05          | -             | 71.970        | 36,17         | 1             |
| L'Ulivo                              | Comunisti Italiani                   | 3.250         | 1,67          | -             | 71.970        | 36,17         | 1             |
| Italia dei Valori                    | Italia dei Valori                    | 27.914        | 14,31         | -             | 29.784        | 14,97         | -             |
| Partito della Rifondazione Comunista | Partito della Rifondazione Comunista | 7.484         | 3,84          | -             | N.D.          | N.D.          | N.D.          |
| Democrazia Europea                   | Democrazia Europea                   | 6.671         | 3,42          | -             | 22.236        | 11,17         | -             |
| Lista Emma Bonino                    | Lista Emma Bonino                    | 2.557         | 1,31          | -             | 1.105         | 0,56          | -             |
| Fiamma Tricolore                     | Fiamma Tricolore                     | 1.822         | 0,93          | -             | N.D.          | N.D.          | N.D.          |
| Fronte Sociale Nazionale             | Fronte Sociale Nazionale             | 1.537         | 0,79          | -             | 2.687         | 1,35          | -             |
| Paese Nuovo                          | Paese Nuovo                          | 471           | 0,24          | -             | N.D.          | N.D.          | N.D.          |
| Abolizione Scorporo                  | Abolizione Scorporo                  | 371           | 0,19          | -             | N.D.          | N.D.          | N.D.          |
| Totale                               | Totale                               | 195.055       |               | 1             | 199.001       |               | 3             |

### Circoscrizione Campania 1
| Coalizioni                           | Liste                                | Proporzionale | Proporzionale | Proporzionale | Maggioritario | Maggioritario | Maggioritario |
| Coalizioni                           | Liste                                | Voti          | %             | Seggi         | Voti          | %             | Seggi         |
| ------------------------------------ | ------------------------------------ | ------------- | ------------- | ------------- | ------------- | ------------- | ------------- |
| Casa delle Libertà                   | Forza Italia                         | 606.049       | 35,82         | 4             | 755.232       | 44,48         | 15            |
| Casa delle Libertà                   | Alleanza Nazionale                   | 207.124       | 12,24         | 1             | 755.232       | 44,48         | 15            |
| Casa delle Libertà                   | CCD-CDU                              | 49.792        | 2,94          | -             | 755.232       | 44,48         | 15            |
| Casa delle Libertà                   | Nuovo PSI                            | 18.099        | 1,07          | -             | 755.232       | 44,48         | 15            |
| L'Ulivo                              | Democratici di Sinistra              | 283.903       | 16,78         | 2             | 730.912       | 43,05         | 10            |
| L'Ulivo                              | La Margherita                        | 163.272       | 9,65          | 1             | 730.912       | 43,05         | 10            |
| L'Ulivo                              | Il Girasole                          | 79.818        | 4,72          | -             | 730.912       | 43,05         | 10            |
| L'Ulivo                              | Comunisti Italiani                   | 38.619        | 2,28          | -             | 730.912       | 43,05         | 10            |
| Partito della Rifondazione Comunista | Partito della Rifondazione Comunista | 92.035        | 5,44          | 1             | N.D.          | N.D.          | N.D.          |
| Italia dei Valori                    | Italia dei Valori                    | 63.539        | 3,76          | -             | 73.622        | 4,34          | -             |
| Democrazia Europea                   | Democrazia Europea                   | 40.827        | 2,41          | -             | 90.503        | 5,33          | -             |
| Lista Emma Bonino                    | Lista Emma Bonino                    | 26.404        | 1,56          | -             | 26.692        | 1,57          | -             |
| Fiamma Tricolore                     | Fiamma Tricolore                     | 14.157        | 0,84          | -             | 20.773        | 1,22          | -             |
| Forza Nuova                          | Forza Nuova                          | 3.574         | 0,21          | -             | N.D.          | N.D.          | N.D.          |
| Paese Nuovo                          | Paese Nuovo                          | 2.426         | 0,14          | -             | N.D.          | N.D.          | N.D.          |
| Abolizione Scorporo                  | Abolizione Scorporo                  | 2.324         | 0,14          | -             | N.D.          | N.D.          | N.D.          |
| Totale                               | Totale                               | 1.691.962     |               | 9             | 1.697.734     |               | 25            |

### Circoscrizione Campania 2
| Coalizioni                           | Liste                                | Proporzionale | Proporzionale | Proporzionale | Maggioritario | Maggioritario | Maggioritario |
| Coalizioni                           | Liste                                | Voti          | %             | Seggi         | Voti          | %             | Seggi         |
| ------------------------------------ | ------------------------------------ | ------------- | ------------- | ------------- | ------------- | ------------- | ------------- |
| Casa delle Libertà                   | Forza Italia                         | 490.205       | 31,50         | 3             | 686.050       | 42,62         | 14            |
| Casa delle Libertà                   | Alleanza Nazionale                   | 219.054       | 14,08         | 1             | 686.050       | 42,62         | 14            |
| Casa delle Libertà                   | CCD-CDU                              | 56.999        | 3,66          | -             | 686.050       | 42,62         | 14            |
| Casa delle Libertà                   | Nuovo PSI                            | 19.665        | 1,26          | -             | 686.050       | 42,62         | 14            |
| L'Ulivo                              | La Margherita                        | 230.608       | 14,82         | 1             | 665.051       | 41,32         | 8             |
| L'Ulivo                              | Democratici di Sinistra              | 179.601       | 11,54         | 1             | 665.051       | 41,32         | 8             |
| L'Ulivo                              | Il Girasole                          | 43.967        | 2,83          | -             | 665.051       | 41,32         | 8             |
| L'Ulivo                              | Comunisti Italiani                   | 26.104        | 1,68          | -             | 665.051       | 41,32         | 8             |
| Democrazia Europea                   | Democrazia Europea                   | 95.830        | 6,16          | -             | 137.655       | 8,55          | -             |
| Partito della Rifondazione Comunista | Partito della Rifondazione Comunista | 63.346        | 4,07          | 1             | N.D.          | N.D.          | N.D.          |
| Italia dei Valori                    | Italia dei Valori                    | 60.904        | 3,91          | -             | 56.773        | 3,53          | -             |
| Lista Emma Bonino                    | Lista Emma Bonino                    | 26.262        | 1,69          | -             | 10.702        | 0,66          | -             |
| Fiamma Tricolore                     | Fiamma Tricolore                     | 19.150        | 1,23          | -             | 20.104        | 1,25          | -             |
| Movimento delle Libertà              | Movimento delle Libertà              | 6.754         | 0,43          | -             | 9.006         | 0,56          | -             |
| Liberi e Forti                       | Liberi e Forti                       | 6.722         | 0,43          | -             | N.D.          | N.D.          | N.D.          |
| Socialisti Autonomisti               | Socialisti Autonomisti               | 6.492         | 0,42          | -             | 24.341        | 1,51          | -             |
| Paese Nuovo                          | Paese Nuovo                          | 3.075         | 0,20          | -             | N.D.          | N.D.          | N.D.          |
| Abolizione Scorporo                  | Abolizione Scorporo                  | 1.243         | 0,08          | -             | N.D.          | N.D.          | N.D.          |
| Totale                               | Totale                               | 1.555.981     |               | 7             | 1.609.682     |               | 22            |

### Circoscrizione Puglia
| Coalizioni                           | Liste                                | Proporzionale | Proporzionale | Proporzionale | Maggioritario | Maggioritario | Maggioritario |
| Coalizioni                           | Liste                                | Voti          | %             | Seggi         | Voti          | %             | Seggi         |
| ------------------------------------ | ------------------------------------ | ------------- | ------------- | ------------- | ------------- | ------------- | ------------- |
| Casa delle Libertà                   | Forza Italia                         | 734.776       | 30,15         | 4             | 1.120.622     | 45,11         | 22            |
| Casa delle Libertà                   | Alleanza Nazionale                   | 373.871       | 15,34         | 2             | 1.120.622     | 45,11         | 22            |
| Casa delle Libertà                   | CCD-CDU                              | 96.076        | 3,94          | -             | 1.120.622     | 45,11         | 22            |
| Casa delle Libertà                   | Nuovo PSI                            | 26.902        | 1,10          | -             | 1.120.622     | 45,11         | 22            |
| L'Ulivo                              | La Margherita                        | 392.561       | 16,11         | 2             | 1.025.620     | 41,29         | 12            |
| L'Ulivo                              | Democratici di Sinistra              | 314.745       | 12,91         | 1             | 1.025.620     | 41,29         | 12            |
| L'Ulivo                              | Il Girasole                          | 58.562        | 2,40          | -             | 1.025.620     | 41,29         | 12            |
| L'Ulivo                              | Comunisti Italiani                   | 33.158        | 1,36          | -             | 1.025.620     | 41,29         | 12            |
| Italia dei Valori                    | Italia dei Valori                    | 124.434       | 5,11          | -             | 98.632        | 3,97          | -             |
| Partito della Rifondazione Comunista | Partito della Rifondazione Comunista | 114.261       | 4,69          | 1             | N.D.          | N.D.          | N.D.          |
| Democrazia Europea                   | Democrazia Europea                   | 69.900        | 2,87          | -             | 153.049       | 6,16          | -             |
| Lista Emma Bonino                    | Lista Emma Bonino                    | 35.069        | 1,44          | -             | 16.531        | 0,67          | -             |
| Fiamma Tricolore                     | Fiamma Tricolore                     | 34.538        | 1,42          | -             | 36.714        | 1,48          | -             |
| Lega d'Azione Meridionale            | Lega d'Azione Meridionale            | 23.779        | 0,98          | -             | 19.366        | 0,78          | -             |
| Paese Nuovo                          | Paese Nuovo                          | 3.099         | 0,13          | -             | N.D.          | N.D.          | N.D.          |
| Abolizione Scorporo                  | Abolizione Scorporo                  | 1.429         | 0,06          | -             | N.D.          | N.D.          | N.D.          |
| Popolari Europei                     | Popolari Europei                     | N.D.          | N.D.          | N.D.          | 13.447        | 0,54          | -             |
| Totale                               | Totale                               | 2.437.160     |               | 10            | 2.483.981     |               | 34            |

### Circoscrizione Basilicata
| Coalizioni                           | Liste                                | Proporzionale | Proporzionale | Proporzionale | Maggioritario | Maggioritario | Maggioritario |
| Coalizioni                           | Liste                                | Voti          | %             | Seggi         | Voti          | %             | Seggi         |
| ------------------------------------ | ------------------------------------ | ------------- | ------------- | ------------- | ------------- | ------------- | ------------- |
| Casa delle Libertà                   | Forza Italia                         | 88.653        | 25,63         | 1             | 128.154       | 36,29         | -             |
| Casa delle Libertà                   | Alleanza Nazionale                   | 32.087        | 9,28          | -             | 128.154       | 36,29         | -             |
| Casa delle Libertà                   | Nuovo PSI                            | 7.160         | 2,07          | -             | 128.154       | 36,29         | -             |
| L'Ulivo                              | La Margherita                        | 62.661        | 18,11         | 1             | 167.780       | 47,52         | 5             |
| L'Ulivo                              | Democratici di Sinistra              | 61.591        | 17,81         | -             | 167.780       | 47,52         | 5             |
| L'Ulivo                              | Il Girasole                          | 18.146        | 5,25          | -             | 167.780       | 47,52         | 5             |
| L'Ulivo                              | Comunisti Italiani                   | 8.035         | 2,32          | -             | 167.780       | 47,52         | 5             |
| Democrazia Europea                   | Democrazia Europea                   | 22.734        | 6,57          | -             | 32.434        | 9,19          | -             |
| Italia dei Valori                    | Italia dei Valori                    | 18.116        | 5,24          | -             | 17.400        | 4,93          | -             |
| Partito della Rifondazione Comunista | Partito della Rifondazione Comunista | 15.465        | 4,47          | -             | N.D.          | N.D.          | N.D.          |
| Lista Emma Bonino                    | Lista Emma Bonino                    | 5.617         | 1,62          | -             | 4.175         | 1,18          | -             |
| Fiamma Tricolore                     | Fiamma Tricolore                     | 4.580         | 1,32          | -             | 3.157         | 0,89          | -             |
| Paese Nuovo                          | Paese Nuovo                          | 721           | 0,21          | -             | N.D.          | N.D.          | N.D.          |
| Abolizione Scorporo                  | Abolizione Scorporo                  | 351           | 0,10          | -             | N.D.          | N.D.          | N.D.          |
| Totale                               | Totale                               | 345.917       |               | 2             | 353.100       |               | 5             |

### Circoscrizione Calabria
| Coalizioni                           | Liste                                | Proporzionale | Proporzionale | Proporzionale | Maggioritario | Maggioritario | Maggioritario |
| Coalizioni                           | Liste                                | Voti          | %             | Seggi         | Voti          | %             | Seggi         |
| ------------------------------------ | ------------------------------------ | ------------- | ------------- | ------------- | ------------- | ------------- | ------------- |
| Casa delle Libertà                   | Forza Italia                         | 273.958       | 25,70         | 2             | 486.980       | 44,51         | 11            |
| Casa delle Libertà                   | Alleanza Nazionale                   | 161.528       | 15,15         | 1             | 486.980       | 44,51         | 11            |
| Casa delle Libertà                   | CCD-CDU                              | 58.114        | 5,45          | -             | 486.980       | 44,51         | 11            |
| Casa delle Libertà                   | Nuovo PSI                            | 36.809        | 3,45          | -             | 486.980       | 44,51         | 11            |
| L'Ulivo                              | Democratici di Sinistra              | 190.679       | 17,89         | 2             | 457.058       | 41,77         | 6             |
| L'Ulivo                              | La Margherita                        | 113.816       | 10,68         | 1             | 457.058       | 41,77         | 6             |
| L'Ulivo                              | Il Girasole                          | 29.565        | 2,77          | -             | 457.058       | 41,77         | 6             |
| L'Ulivo                              | Comunisti Italiani                   | 26.215        | 2,46          | -             | 457.058       | 41,77         | 6             |
| Partito della Rifondazione Comunista | Partito della Rifondazione Comunista | 58.012        | 5,44          | -             | N.D.          | N.D.          | N.D.          |
| Democrazia Europea                   | Democrazia Europea                   | 42.762        | 4,01          | -             | 74.949        | 6,85          | -             |
| Italia dei Valori                    | Italia dei Valori                    | 37.984        | 3,56          | -             | 44.367        | 4,06          | -             |
| Lista Emma Bonino                    | Lista Emma Bonino                    | 18.852        | 1,77          | -             | 15.805        | 1,44          | -             |
| Fiamma Tricolore                     | Fiamma Tricolore                     | 15.097        | 1,42          | -             | 14.939        | 1,37          | -             |
| Paese Nuovo                          | Paese Nuovo                          | 1.651         | 0,15          | -             | N.D.          | N.D.          | N.D.          |
| Abolizione Scorporo                  | Abolizione Scorporo                  | 808           | 0,08          | -             | N.D.          | N.D.          | N.D.          |
| Totale                               | Totale                               | 1.065.850     |               | 6             | 1.094.098     |               | 17            |

### Circoscrizione Sicilia 1
| Coalizioni                           | Liste                                | Proporzionale | Proporzionale | Proporzionale | Maggioritario | Maggioritario | Maggioritario |
| Coalizioni                           | Liste                                | Voti          | %             | Seggi         | Voti          | %             | Seggi         |
| ------------------------------------ | ------------------------------------ | ------------- | ------------- | ------------- | ------------- | ------------- | ------------- |
| Casa delle Libertà                   | Forza Italia                         | 506.430       | 37,65         | 4             | 697.906       | 50,67         | 20            |
| Casa delle Libertà                   | Alleanza Nazionale                   | 114.612       | 8,52          | 1             | 697.906       | 50,67         | 20            |
| Casa delle Libertà                   | CCD-CDU                              | 111.662       | 8,30          | -             | 697.906       | 50,67         | 20            |
| Casa delle Libertà                   | Nuovo PSI                            | 19.715        | 1,47          | -             | 697.906       | 50,67         | 20            |
| L'Ulivo                              | Democratici di Sinistra              | 156.145       | 11,61         | 1             | 488.529       | 35,47         | -             |
| L'Ulivo                              | La Margherita                        | 154.222       | 11,47         | 1             | 488.529       | 35,47         | -             |
| L'Ulivo                              | Il Girasole                          | 28.138        | 2,09          | -             | 488.529       | 35,47         | -             |
| L'Ulivo                              | Comunisti Italiani                   | 17.036        | 1,27          | -             | 488.529       | 35,47         | -             |
| Democrazia Europea                   | Democrazia Europea                   | 105.781       | 7,86          | -             | 127.440       | 9,25          | -             |
| Partito della Rifondazione Comunista | Partito della Rifondazione Comunista | 49.297        | 3,66          | -             | N.D.          | N.D.          | N.D.          |
| Italia dei Valori                    | Italia dei Valori                    | 49.165        | 3,66          | -             | 42.364        | 3,08          | -             |
| Lista Emma Bonino                    | Lista Emma Bonino                    | 27.631        | 2,05          | -             | 21.073        | 1,53          | -             |
| Paese Nuovo                          | Paese Nuovo                          | 3.961         | 0,29          | -             | N.D.          | N.D.          | N.D.          |
| Abolizione Scorporo                  | Abolizione Scorporo                  | 1.289         | 0,10          | -             | N.D.          | N.D.          | N.D.          |
| Totale                               | Totale                               | 1.345.084     |               | 7             | 1.377.312     |               | 20            |

### Circoscrizione Sicilia 2
| Coalizioni                           | Liste                                | Proporzionale | Proporzionale | Proporzionale | Maggioritario | Maggioritario | Maggioritario |
| Coalizioni                           | Liste                                | Voti          | %             | Seggi         | Voti          | %             | Seggi         |
| ------------------------------------ | ------------------------------------ | ------------- | ------------- | ------------- | ------------- | ------------- | ------------- |
| Casa delle Libertà                   | Forza Italia                         | 536.263       | 35,81         | 3             | 802.769       | 52,82         | 21            |
| Casa delle Libertà                   | Alleanza Nazionale                   | 189.383       | 12,65         | 1             | 802.769       | 52,82         | 21            |
| Casa delle Libertà                   | CCD-CDU                              | 95.786        | 6,40          | -             | 802.769       | 52,82         | 21            |
| Casa delle Libertà                   | Nuovo PSI                            | 22.672        | 1,51          | -             | 802.769       | 52,82         | 21            |
| L'Ulivo                              | La Margherita                        | 241.700       | 16,14         | 2             | 512.970       | 33,75         | -             |
| L'Ulivo                              | Democratici di Sinistra              | 136.646       | 9,13          | 1             | 512.970       | 33,75         | -             |
| L'Ulivo                              | Il Girasole                          | 22.828        | 1,52          | -             | 512.970       | 33,75         | -             |
| L'Ulivo                              | Comunisti Italiani                   | 15.804        | 1,06          | -             | 512.970       | 33,75         | -             |
| Democrazia Europea                   | Democrazia Europea                   | 94.976        | 6,34          | -             | 122.374       | 8,05          | -             |
| Italia dei Valori                    | Italia dei Valori                    | 61.942        | 4,14          | -             | 55.463        | 3,65          | -             |
| Partito della Rifondazione Comunista | Partito della Rifondazione Comunista | 42.966        | 2,87          | -             | N.D.          | N.D.          | N.D.          |
| Lista Emma Bonino                    | Lista Emma Bonino                    | 25.222        | 1,68          | -             | 11.959        | 0,79          | -             |
| Noi Siciliani                        | Noi Siciliani                        | 7.637         | 0,51          | -             | 6.121         | 0,40          | -             |
| Paese Nuovo                          | Paese Nuovo                          | 2.252         | 0,15          | -             | N.D.          | N.D.          | N.D.          |
| Abolizione Scorporo                  | Abolizione Scorporo                  | 1.256         | 0,08          | -             | N.D.          | N.D.          | N.D.          |
| Lista del Popolo                     | Lista del Popolo                     | N.D.          | N.D.          | N.D.          | 8.091         | 0,53          | -             |
| Totale                               | Totale                               | 1.497.333     |               | 7             | 1.519.747     |               | 21            |

### Circoscrizione Sardegna
| Coalizioni                               | Liste                                    | Proporzionale | Proporzionale | Proporzionale | Maggioritario | Maggioritario | Maggioritario |
| Coalizioni                               | Liste                                    | Voti          | %             | Seggi         | Voti          | %             | Seggi         |
| ---------------------------------------- | ---------------------------------------- | ------------- | ------------- | ------------- | ------------- | ------------- | ------------- |
| Casa delle Libertà                       | Forza Italia                             | 304.989       | 30,22         | 2             | 449.633       | 45,17         | 9             |
| Casa delle Libertà                       | Alleanza Nazionale                       | 137.054       | 13,58         | -             | 449.633       | 45,17         | 9             |
| Casa delle Libertà                       | CCD-CDU                                  | 46.295        | 4,59          | -             | 449.633       | 45,17         | 9             |
| Casa delle Libertà                       | Nuovo PSI                                | 10.590        | 1,05          | -             | 449.633       | 45,17         | 9             |
| L'Ulivo                                  | Democratici di Sinistra                  | 162.723       | 16,12         | 1             | 431.798       | 43,38         | 5             |
| L'Ulivo                                  | La Margherita                            | 135.985       | 13,47         | 1             | 431.798       | 43,38         | 5             |
| L'Ulivo                                  | Comunisti Italiani                       | 28.088        | 2,78          | -             | 431.798       | 43,38         | 5             |
| L'Ulivo                                  | Il Girasole                              | 17.255        | 1,71          | -             | 431.798       | 43,38         | 5             |
| Partito della Rifondazione Comunista     | Partito della Rifondazione Comunista     | 47.699        | 4,73          | -             | N.D.          | N.D.          | N.D.          |
| Partito Sardo d'Azione-Sardigna Natzione | Partito Sardo d'Azione-Sardigna Natzione | 34.412        | 3,41          | -             | 40.692        | 4,09          | -             |
| Italia dei Valori                        | Italia dei Valori                        | 33.375        | 3,31          | -             | 33.971        | 3,41          | -             |
| Democrazia Europea                       | Democrazia Europea                       | 19.335        | 1,92          | -             | 14.776        | 1,48          | -             |
| Lista Emma Bonino                        | Lista Emma Bonino                        | 17.930        | 1,78          | -             | 12.213        | 1,23          | -             |
| Lista Amadu                              | Lista Amadu                              | 11.517        | 1,14          | -             | 12.233        | 1,23          | -             |
| Paese Nuovo                              | Paese Nuovo                              | 1.354         | 0,13          | -             | N.D.          | N.D.          | N.D.          |
| Abolizione Scorporo                      | Abolizione Scorporo                      | 697           | 0,07          | -             | N.D.          | N.D.          | N.D.          |
| Totale                                   | Totale                                   | 1.009.298     |               | 4             | 995.316       |               | 14            |